# 八龍町
- 八龍町
- 八竜町

八龍町（はちりゅうちょう）は、愛知県名古屋市北区にある町名。現行行政地名は八龍町1丁目。

## 地理
名古屋市北区の南東部に位置し、東は上飯田南町・山田西町、西は御成通、南は平安二丁目、北は上飯田南町に接する。

## 学区
市立小・中学校に通う場合、学校等は以下の通りとなる。また、公立高等学校に通う場合の学区は以下の通りとなる。
| 丁目 | 小学校               | 中学校                 | 高等学校 |
| ---- | -------------------- | ---------------------- | -------- |
| 全域 | 名古屋市立飯田小学校 | 名古屋市立大曽根中学校 | 尾張学区 |

## 歴史

### 町名の由来
かつて周辺に八龍神社があったことによる。

### 沿革
- 1932年（昭和7年）9月1日 - 東区下飯田町の一部より、同区八龍町が成立[1]。
- 1944年（昭和19年）2月11日 - 行政区変更に伴い、北区所属となる[1]。
- 1956年（昭和31年）8月5日 - 上飯田町の一部を編入[1]。
- 1957年（昭和32年）7月1日 - 一部を上飯田南町へ編入[4]。

## 世帯数と人口
2022年（令和4年）1月1日現在の世帯数と人口は以下の通りである。
| 町丁   | 世帯数  | 人口  |
| ------ | ------- | ----- |
| 八龍町 | 352世帯 | 792人 |

## 施設
- 中部電力パワーグリッド六郷変電所

## その他

### 日本郵便
- 郵便番号 : 462-0805[WEB 1]（集配局：名古屋北郵便局[WEB 5]）。